# Космачёво
Космачёво — село в Людиновском районе Калужской области. Входит в состав Сельского поселения «Деревня Игнатовка».

## Географическое положение
Расположено примерно в 12 км к северо-востоку от деревни Игнатовка.

## Население
На 2010 год население составляло 165 человек.

## Достопримечательности
В границах села разместилась Покровская церковь 1906 года постройки, ныне не действует, строение полуразрушено.